# Phasia officialis
Phasia officialis là một loài ruồi trong họ Tachinidae.